# 裸腹鲟
裸腹鲟（学名：Acipenser nudiventris）为鲟科鲟属的鱼类，俗名鲟鳇鱼、青黄鱼。分布于前苏联以及伊犁河流域的察布查尔、霍城及伊宁等，属于底层鱼类。其多见于河流干流流水环境。该物种的模式产地在咸海。

## 延伸阅读
[在维基数据编辑]
 《欽定古今圖書集成·博物彙編·禽蟲典·鱘鰉魚部》，出自陈梦雷《古今圖書集成》